# Julianne Buescher
Julianne Buescher (Cleveland, 4 febbraio 1965) è un'attrice e doppiatrice statunitense.

## Filmografia parziale

### Televisione
- Angel - serie TV, episodio 5x14 (2004)
- The Middle - serie TV, episodio 1x02 (2009)
- Criminal Minds - serie TV, episodio 5x04 (2009)
- Community - serie TV, episodio 4x09 (2013)

### Doppiaggio
- Mulan, regia di Tony Bancroft e Barry Cook (1998) - film animato, voce cantata
- Star Wars: X-Wing Alliance - videogioco, voce di Aeron Azzamen (1999)
- Ratchet & Clank: Fuoco a volontà (Ratchet & Clank: Going Commando) - videogioco, voci varie (2001)
- Pirati dei Caraibi - Ai confini del mondo (Pirates of The Caribbean: At World's End) - videogioco, voce di Tia Dalma (2007)
- Sid the Science Kid - serie animata, 77 episodi (2008-2015)
- Ratatouille - videogioco, voce di Celine (2008)
- Dark Sector - videogioco, voce di Nadia Sudek (2008)
- StarCraft II: Wings of Liberty - videogioco, voce dell'aiutante (2010)
- Skyrim - videogioco, voce di Galathil e Dawnguard (2011)
- Madagascar 3 - videogioco, voce di Gia (2012)
- Kinect Rush - A Disney-Pixar Adventure - videogioco, voce di Celine (2012)
- Epic Mickey 2 - L'avventura di Topolino e Oswald (Epic Mickey 2) - videogioco, voce di Metairie (2012)
- Starcraft II: Heart of the Swarm - videogioco, voce dell'aiutante (2013)
- Disney Infinity - videogioco, voce di Tia Dalma (2013)
- Overwatch - videogioco, voce dell'aiutante (2016)

## Doppiatrici italiane
Nelle versioni in italiano delle opere in cui ha recitato, Julianne Buescher è stata doppiata da:
- Cristina Poccardi in The Middle

Da doppiatrice, è stata sostituita da:
- Lorella De Luca in Dark Sector, StarCraft II: Wings of Liberty, Starcraft II: Heart of the Swarm
- Donatella Fanfani in Pirati dei Caraibi - Ai confini del mondo
- Maria Letizia Scifoni in Ratatouille
- Barbara Pitotti in Madagascar 3
- Giò Giò Rapattoni in Kinect Rush - A Disney-Pixar Adventure
- Teresa Pascarelli in Epic Mickey 2 - L'avventura di Topolino e Oswald
- Stella Musy in Disney Infinity